# Bất Không Kim Cương
Bất Không Kim Cương (zh. bùkōng jīngāng 不空金剛, ja. fukū kongō, sa. अमोघवज्र - amoghavajra), cũng được gọi ngắn là Bất Không (sa. amogha), còn mang hiệu là Trí Tạng (zh. 智藏), 705-774, là một Đại sư của Phật giáo Mật tông và cũng là một trong bốn dịch giả danh tiếng nhất của Thánh điển Phật giáo tại Trung Quốc – song song với Cưu-ma-la-thập, Chân Đế và Huyền Trang. Sư được xem là vị Tổ thứ sáu của Mật giáo tại đây.

## Cuộc đời
Theo truyền thống Phật giáo Trung Quốc, Sư sinh năm 705 tại nước Sư Tử (sa. siṃhala, là nước Tích Lan-Sri Lanka bây giờ), sớm tu học Phật pháp. Năm lên 14, Sư gặp Kim Cương Trí (zh. 金剛智, sa. vajrabodhi) tại Java (sa. yavadvīpa) và cùng với vị này sang Trung Quốc. Năm 720, Sư đến Lạc Dương và cũng tại đây, Sư thụ giới cụ túc tại chùa Quảng Phúc (724) theo truyền thống của Thuyết nhất thiết hữu bộ (sa. sarvāstivādin). Suốt 18 năm sau đó, Sư một mặt nghiên cứu kinh, luật, luận bằng cả hai ngôn ngữ, Phạn và Hoa; mặt khác, Sư cũng giúp thầy mình là Kim Cương Trí trong việc phiên dịch và chú giải kinh sách.
Năm 741, khi các tăng sĩ ngoại quốc bị trục xuất khỏi Trung Hoa, sư cùng thầy trở về Ấn Độ nhưng giữa đường Kim Cương Trí lâm bệnh và thị tịch. Sư cùng với hai vị tăng Hàm Quang và Huệ Biện tiếp tục cuộc hành trình. Trong cuộc hành hương đến Tích Lan, sư đã gặp được A-xà-lê Phổ Hiền tức pháp hiệu của Ngài Long Trí (zh. 龍智, sa. nāgabodhi), thầy của Kim Cương Trí và được vị này truyền mật ấn, sau đó được học hệ thống Kim Cương đỉnh kinh (zh. 金剛頂經, sa. vajrasekhara) với đầy đủ chi tiết. Năm 746, Sư trở về kinh đô Trường An với chừng 500 cuốn kinh, trụ trì chùa Tịnh. Năm 750, Sư rời trụ xứ tham gia quân đội của tướng Ca Thư Hàn (zh:哥舒翰) và Sư truyền khá nhiều phép Quán đỉnh (zh. 灌頂) công phu ngay trong doanh trại chỉ huy cho ông ta. Năm 754, Sư dịch phần đầu Kim cương đỉnh kinh (Đại chính số 865), bộ kinh chủ yếu của Mật tông Phật giáo, sau nầy trở nên một trong những thành tựu nổi bật của Sư. Sư xem giáo lý trong kinh đó như là phương pháp hữu hiệu nhất để đạt được giác ngộ còn được lưu truyền lại, và Sư đã kết tập lại giáo nghĩa cơ bản của kinh trong nhiều luận giải của mình. Bất Không Kim Cương bị bắt trong biến loạn của An Lộc Sơn (zh. 安祿山), nhưng vào năm 757, Sư được trả tự do nhờ áp lực của hoàng triều. Sau đó sư thiết đàn tràng để làm lễ tẩy tịnh cho kinh đô và củng cố sự bảo vệ cho triều đại nhà Đường. Hai năm sau, Sư làm lễ Quán đỉnh cho Hoàng đế Túc Tông (zh. 肅宗) như một vị Chuyển luân vương.
Năm 765, Bất Không Kim Cương ứng dụng kinh Nhân vương (zh. 仁王經) vừa mới dịch xong vào trong một buổi lễ nghi thức rất công phu để ngăn chặn cuộc tấn công của 200.000 quân lính tinh nhuệ của Tây Tạng và Duy Ngô Nhĩ (uighurs) khi họ sẵn sàng để thôn tính Trường An (zh. 長安). Thủ lĩnh đội quân ấy, Bộc Cố Hoài Ân (zh:僕固懷恩) gục chết trong doanh trại và binh lính tan rã. Kim Các tự (zh. 金閣寺), ngôi chùa tráng lệ trên núi Ngũ Đài, là công trình độc đáo nhất của Bất Không, được hoàn thành năm 767, là một trong những nỗ lực của Sư nhằm xiển dương Bồ Tát Văn-thù-sư-lợi như là người bảo hộ đất nước Trung Hoa. Bất Không Kim Cương còn lập những đàn tràng để tiêu trừ tai chướng theo lời thỉnh cầu của Hoàng đế Đại Tông.
Năm 771, Sư dâng biểu xin phép đưa những bản kinh đã dịch xong vào Đại tạng. Năm 774, giữa tháng 6, Sư biết thời điểm sắp đến liền từ biệt chúng rồi nhập diệt. Sư được truy tặng chức Tư Không, thuỵ hiệu là Đại Biện Chính. Tháp được xây tại chùa Đại Hưng Thiện. Sư có rất nhiều đệ tử và người được đích truyền là sư Huệ Quả (zh. 惠果), được xem là Tổ thứ 7 của Mật tông Trung Quốc. Một đệ tử quan trọng khác là Huệ Lâm (zh. 慧琳). Người ta liệt kê được 77 bản dịch của Sư mặc dù có thể còn nhiều hơn, gồm những tác phẩm luận giải đích thật được xếp vào Hán tạng dưới tên của Sư. Những tài liệu ghi chép hành trạng của Sư gồm: Đại chính 2120, gồm những ghi chép về thư từ cá nhân, Đại chính 2156 nói về sự truyền thừa; có một bản tiểu sử của Sư trong Phó Pháp tạng nhân duyên phó (zh. 付法藏因縁傅, Đại chính 2058), và một số ghi chép về chuyến hành hương của Sư được ghi trong Đại chính 2157.